# Militärverdienstorden vom Heiligen Georg (Lucca)

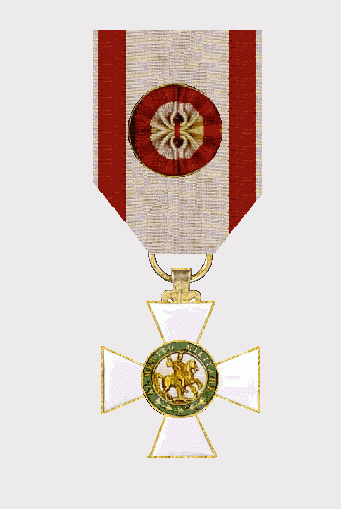
Kreuz der I. Klasse

Der Militärverdienstorden vom Heiligen Georg (italienisch Ordine di San Giorgio per il Merito militare) war der am 1. Juni 1833 gestiftete Militärverdienstorden im Herzogtum Lucca.
Stifter des Ordens war Herzog von Lucca Karl Ludwig. Die Auszeichnung sollte treuergebene und verdiente Militärs ehren. Nur der Herzog konnte bei Verfehlung die Dekoration zurückfordern.

## Ordensklassen
Der Orden hatte drei Klassen. Nach den erst am 7. Mai 1841 veröffentlichen Statuten war die I. Klasse vorbehalten für Generale nach dreijähriger ausgezeichneter Führung, Stabsoffiziere und Offiziere mit eigenem Kommando, die II. Klasse für Offiziere und die III. Klasse für übrige Armeeangehörige.

## Ordensdekoration
Die Ordensdekoration war ein Tatzenkreuz, für die I. Klasse aus Gold, für die anderen aus Silber, das für die I. und II. Klasse weiß emailliert war. Es zeigte im weißen Mittelschild der Vorderseite den drachentötenden heiligen Georg. Eine Inschrift im grün emaillierten Ring um das Medaillon stand die Ordensdevise Al merito militare (Für militärische Verdienst). Im Revers war der gekrönte Namenszug C L des Stifters und das Stiftungsjahr 1833. Das Medaillon lag auf einem geradarmigen Tatzenkreuz auf. Ein breiter Rand der Kreuzarme schloss eine tieferliegende emaillierte Fläche ein. Am oberen Kreuzarm war die Trageöse befestigt.

## Ordensband und Trageweise

Ordensband

Das Ordensband war weiß mit roten Seitenstreifen und wurde auf der linken Brustseite getragen. Das Band der 1. Klasse war mit einer Rosette verziert.
Der Herzog als Großmeister trug das Kreuz der I. Klasse. Dazu gehörte ein Stern mit dem Mittelschild der Kreuzvorderseite der Hauptdekoration, ergänzt durch die Jahreszahl der Stiftung.